# Jollibee
Jollibee Foods Corporation (Tập đoàn thực phẩm Jollibee, cũng gọi theo tên viết tắt JFC và thường được biết đến với tên gọi Jollibee) là một chuỗi nhà hàng đồ ăn nhanh đa quốc gia của Philippines, trụ sở chính tại Pasig, Philippines. JFC là chủ nhân của thương hiệu ăn nhanh thông dụng Jollibee, được coi là đối trọng châu Á với McDonald's trong lĩnh vực đồ ăn nhanh.

## Lịch sử

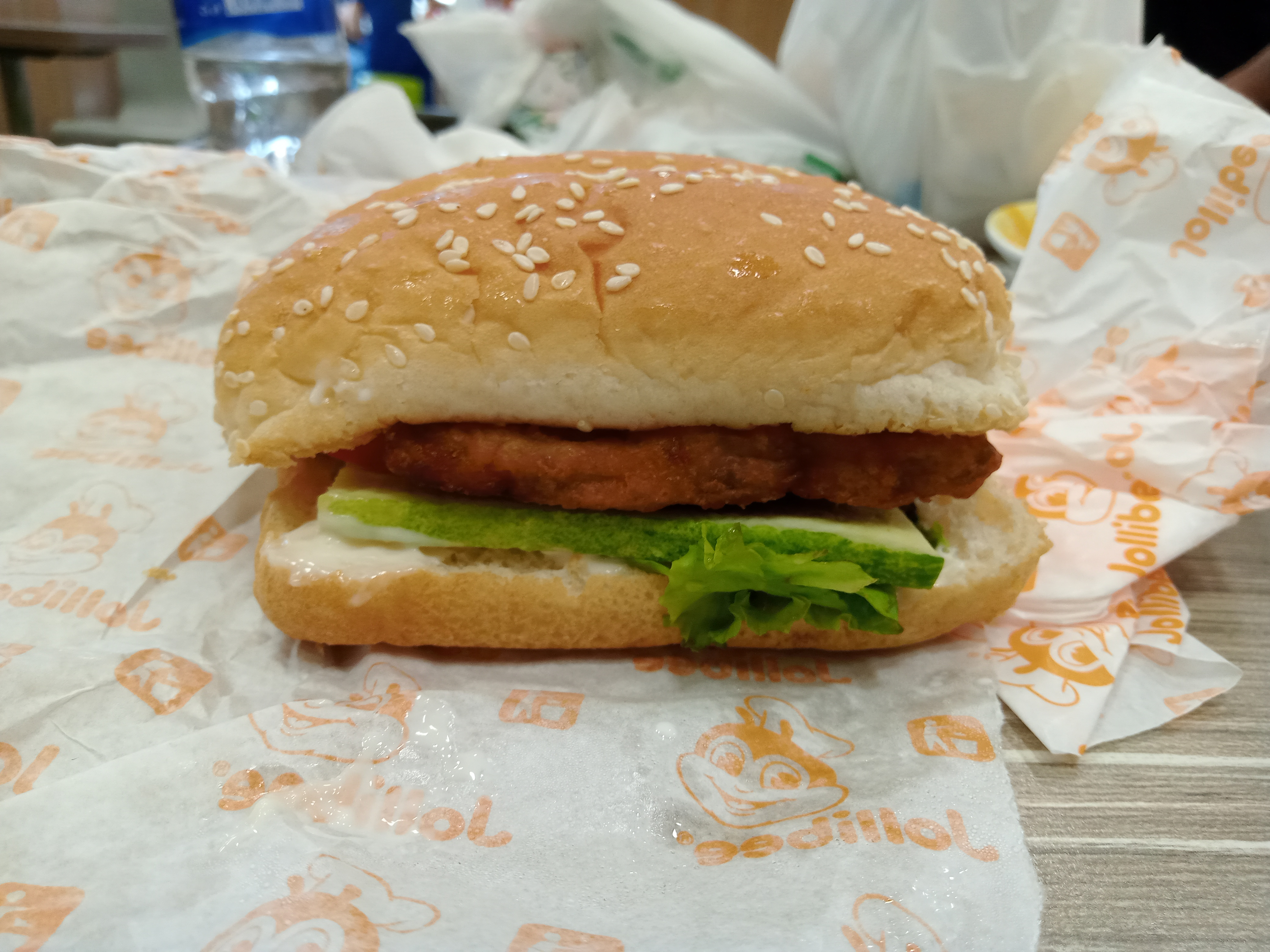
Bánh hamburger của chuỗi

Năm 1975, Tony Trần Giác Trung mở cửa hàng kem Magnolia ở Cubao, Thành phố Quezon, về sau được xem là cửa hàng đầu tiên của Jollibee. Cửa hàng Magnolia do gia đình Trần điều hành bắt đầu cung cấp các món ăn nóng và sandwich theo yêu cầu khách hàng, khi họ nhận thấy những món ăn này thông dụng hơn là loại kem được nhượng quyền thương hiệu. Năm 1978, gia đình quyết định ngừng hợp tác với thương hiệu Magnolia và chuyển đổi các cửa hàng kem do họ điều hành thành các cửa hàng đồ ăn nhanh. Nhà tư vấn Manuel C. Lumba là người đã khuyên gia đình chuyển hướng kinh doanh.